# Coronel José Félix Bogado
Coronel José Félix Bogado o simplemente Coronel Bogado es una ciudad paraguaya del departamento de Itapúa. Está ubicada a 45 km de la ciudad de Encarnación, capital del departamento. Es considerada la capital de la chipa, comida nacional y folklórica. Es una ciudad de alto crecimiento poblacional y económico ya que en esta ciudad se encuentra la intersección que une la Ruta PY01 con la Ruta PY08 y que cruza prácticamente por el medio de la Región Oriental, que une la ciudad de Asunción “Capital del País” y la ciudad de Encarnacion que es el epicentro de las actividades Universitarias y Laborales del departamento. 

## Historia

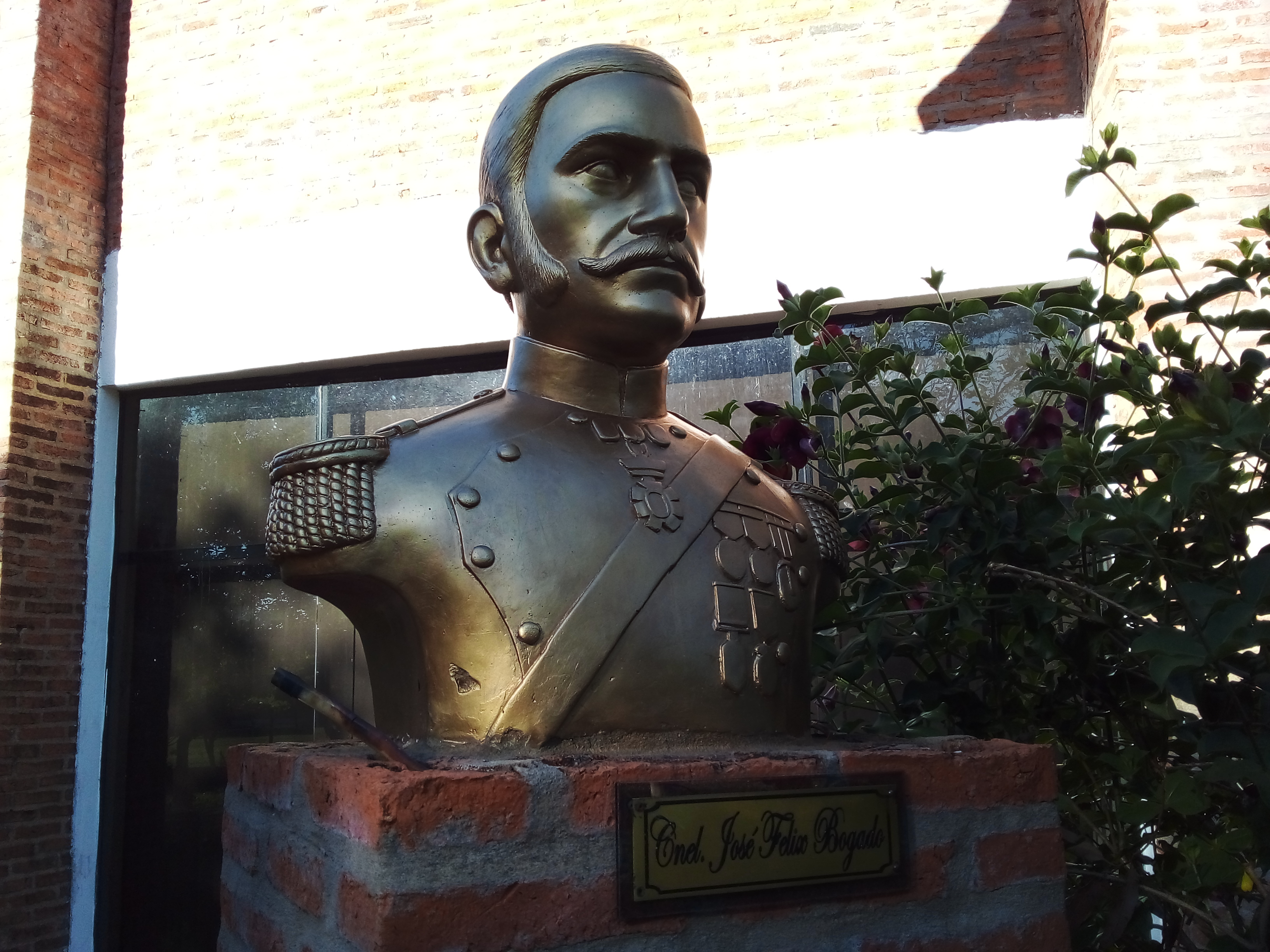
Busto del Coronel José Félix Bogado, en la ciudad que lleva su nombre.

Coronel Bogado fue fundado el 2 de mayo de 1913, por decreto N.º 56 firmado por el presidente de la República Don Eduardo Schaerer y el ministro del Interior Don José P. Montero.
Un héroe da su nombre a la comunidad: el nombre del distrito se vincula con el héroe de la gesta independentista americana Coronel Don José Félix Bogado, modesto e ilustre soldado paraguayo de la cruzada libertadora americana que a las órdenes del Gral. San Martín, cruzó los Andes y luchó heroicamente. Y de triunfo en triunfo llegó hasta Ayacucho, y que por reconocimiento a sus méritos fue ascendido a Coronel por un decreto firmado por el General Simón Bolívar. En homenaje recordatorio a este prócer nacional y americano, es que acertadamente este importante distrito del departamento de Itapúa lleva su nombre.

## Geografía
Limita al norte con la ciudad de San Cosme y Damián y General Artigas; al sur con Carmen del Paraná y el río Paraná; al oeste con las ciudades de Fram y Gral. Artigas. Aquí finaliza el tramo de la Ruta PY08 para conectarse con la Ruta PY01 haciendo que el distrito sea un punto geográfico estratégico, además aquí se encuentra una Estación de Peaje del MOPC a la altura del km 325 de la Ruta PY01

## Hidrografía
El sistema hidrográfico de este distrito está dado por importantes arroyos que desembocan en el río Paraná como tributario y constituyen factores de mucha importancia para la producción agrícola y ganadera de la región.
El Tacuary es el arroyo más importante del distrito y conforma la vasta zona arrocera del área. Estos arroyos constituyen fuentes hidrológicas esenciales para los cultivos agrícolas, las pasturas y aguadas de las tierras ganaderas.

## Demografía
Coronel Bogado cuenta con 22317 habitantes en total, según datos oficiales provistos por el censo paraguayo de 2022.

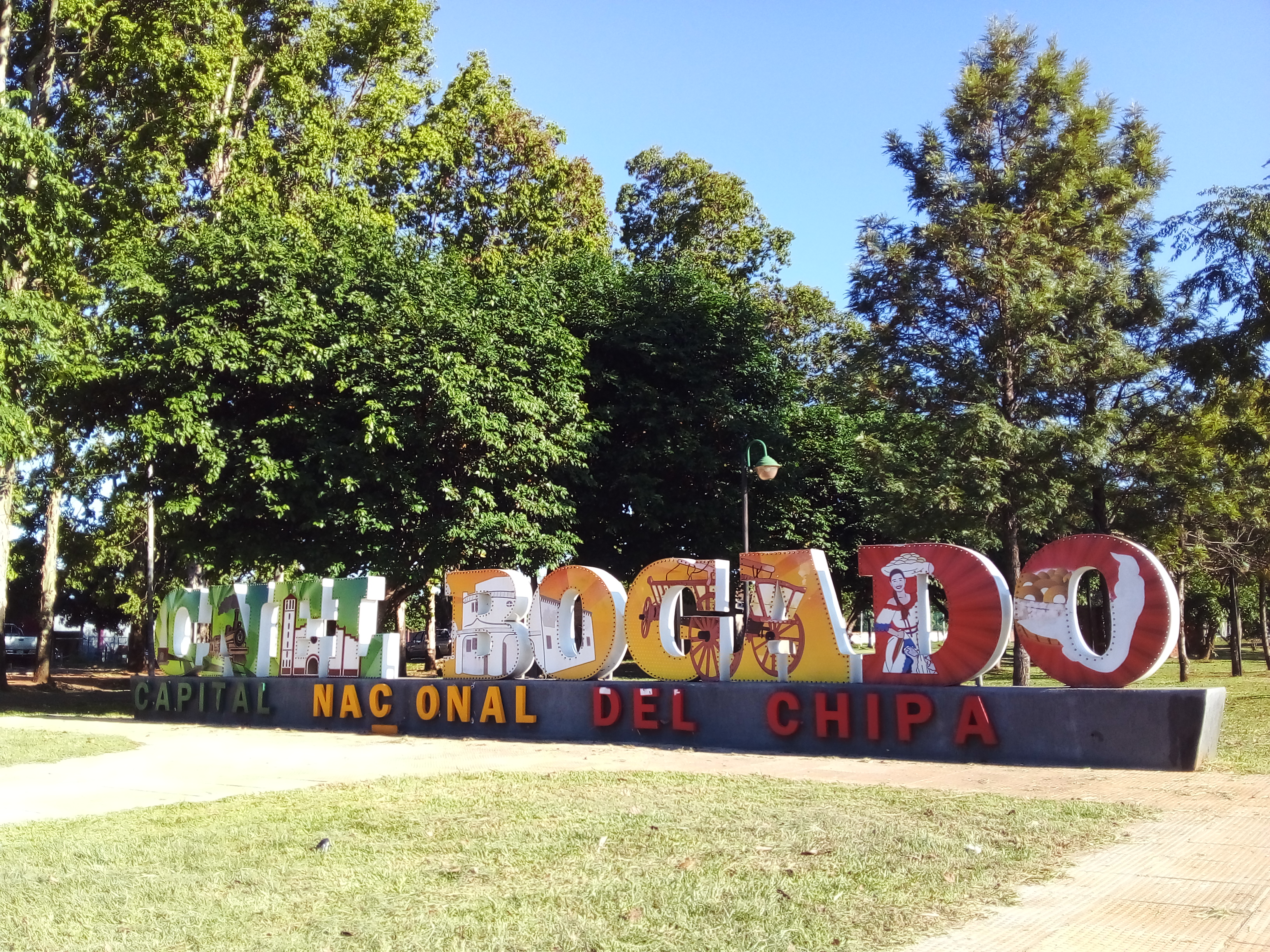
Coronel Bogado es conocida como la "Capital Nacional del Chipa".

## Economía
La actividad comercial es muy importante en la ciudad, que ha tenido un gran crecimiento en los últimos años; siendo así uno de los centros comerciales de la zona. La ciudad cuenta con calles principales de comercios entre ellas Mariscal Estigarribia,Padre Mauricio y la Ruta PY1 , también cuenta con un Mercado de Abasto Municipal y la feria del DEAG. 
Las principales actividades se enfocan en los rubros de: Fabrica y Venta de la CHIPA (producto típico muy apreciado en todo el país) la principal de la ciudad ya que es la Capital de la misma. 
La Agricultura, Algodón, Trigo, Mandioca, Yerba mate, Maní, Habilla, Soja, Maíz, Poroto, Arroz, Sandía. También operan industrias como: Fabricación de embutidos, Fábrica de productos Panificados, Aserraderos, Fábrica de muebles finos, Fábrica de ladrillos, molinos de arroz entre los más destacados la empresa ALGISA con sus productos Arroz Pony y Aceite Don Roberto que tienen gran Aceptación a nivel nacional, molino de yerba mate, aceitera, fábrica de almidón. 

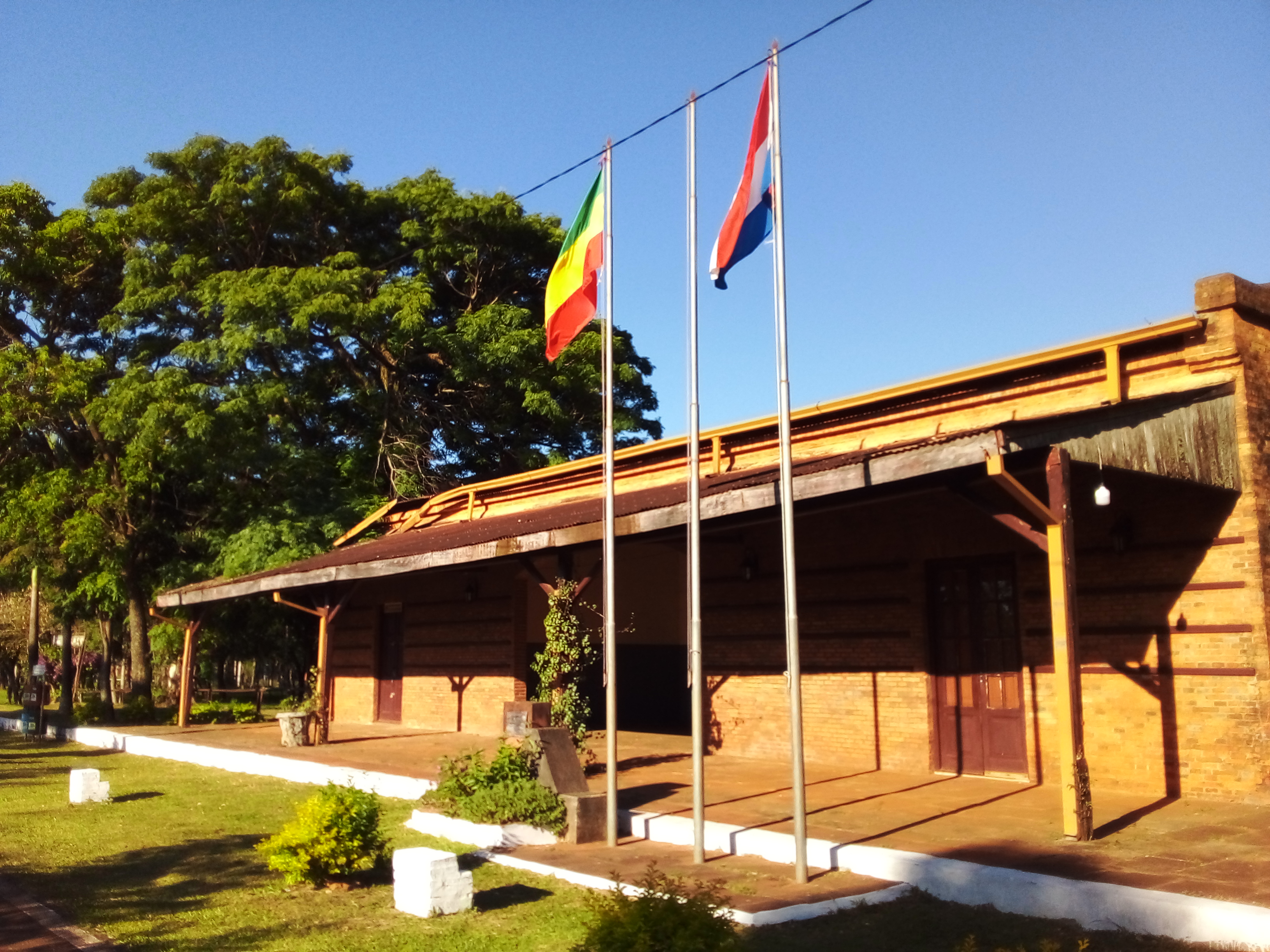
Antigua estación ferroviaria de Coronel Bogado, hoy Centro Cultural.

## Cultura
En lo cultural está la "Estación Cultural", un lugar donde se mezclan el arte y la historia de la ciudad y donde además funciona el Departamento de Identificaciones  de la Ciudad; La Estacionamiento Cultural está ubicada en la exestación de tren, sobre la calle Julia Miranda Cueto de Estigarribia, entre Juan Bautista Alberdi y Adolfo Riquelme. Además de la inauguración del "Centro del Saber"  a pocos metros de dicha institución

### Educación
La ciudad cuenta con 6 colegios nacionales y un colegio subvencionado.
- Colegio Parroquial Privado Subvencionado "San José"
- Colegio Nacional E.M.D Marcelina Bogado con Escolar Básica del séptimo al 9.º Grado y Bachillerato Científico con distintas especialidades como Ciencias Sociales, Ciencias Básicas y Tecnologías, Técnico Contable
- Colegio Nacional Santa Rosa con Escolar Básica del séptimo al 9.º grado y Bachillerato Científico con énfasis en Ciencias Sociales, esta se constituye como una institución que  funciona en el Turno Noche donde tienen oportunidad de estudiar una gran cantidad de Jóvenes de la clase trabajadora
- Colegio Nacional Santa Librada especialidad en Ciencias Ambientales
- Colegio Técnico Santa Clara especialidad en Informática
- Colegio Nacional Curuñai en la compañía de Curuñai
- Colegio Nacional San Miguel en la compañía San Miguel Potrero

Cuenta con varias escuelas primarias privadas y públicas:
- Escuela Básica N° 1.101 Privada Subvencionada San Vicente de Paúl
- Escuela Básica N.º 8.484 Privada "Virgen de Fátima"
- Escuela Privada Bethel
- Escuela de Aplicación Santa Clara
- Escuela N°68 Carlos Antonio López
- Escuela Cambaruguá
- Escuela Privada N.º 7337, Vida Nueva
- Escuela N° 305 Gral. Alejandrino Garay
- Escuela Básica N° 2012 Coronel José Félix Bogado (Tacuaty)
- Escuela N 700 Mcal. Francisco Solano López

Cuenta con Universidades e Institutos de Educación superior como:
- La sede de la Universidad Nacional de Itapúa
- Instituto de Formación Docente (IFD)
- Universidad Técnica de Comercialización y Desarrollo UTCD
- Universidad Politécnica y Artística del Paraguay (UPAP)
- Instituto Superior Profesional Avanzado (ISPA)
- Universidad del Sol (UNADES)

### Festividades
- Fiesta Nacional del Chipa.
- Fiesta Nacional del Inmigrante.
- Fiesta Nacional del Agricultor.